# Фон
Вижте пояснителната страница за други значения на Фон.
Фон (означава се с phon) е логаритмична извънсистемна единица за нивото на силата на звука за тонове и сложни звуци. Силата на звука се измерва в линейната единица сонове. Човешката чувствителност към звука е променлива за различните честоти; следователно, въпреки че два различни тона могат да представят идентично звуково налягане на човешкото ухо, те могат да бъдат психоакустично възприети като различни по сила на звука. Целта на фона е да осигури логаритмично измерване (като децибели) за възприеманата сила на звука, докато стандартните методи за първична сила на звука водят до линейно представяне. Звук със сила на звука от 1 сон се оценява като еднакво силен като тон с честота 1 kHz с ниво на звуково налягане от 40 децибела върху 20 микропаскала. Фонът е психофизически съгласуван с референтна честота от 1 kHz. С други думи фонът съответства на нивото на звуково налягане в децибели на подобно възприет еднокилохерцов чист тон. Например, ако един звук се възприема като равен по интензитет на тон от 1 kHz със звуково налягане от 50 dB, тогава той има сила на звука от 50 фона, независимо от неговите физически свойства.
Единицата фон е предложена от Стенли Смит Стивънс (на английски: Stanley Smith Stevens) в DIN 45631 и ISO 532 B. Не е част от системата SI, тъй като от гледна точка на метрологията не е достатъчно точен и еднозначно определен.
Скалата на фон се изравнява с dB, а не със силата на звука, така че скалите на сон и фон не са пропорционални. Следната таблица, дефинирана от Стивънс, показва връзката между сон и фон:
| sone | 1  | 2  | 4  | 8  | 16 | 32 | 64  |
| phon | 40 | 50 | 60 | 70 | 80 | 90 | 100 |
Графиките на силата на чуване, на които се основава единицата фон, отговарят на възприемането от човешкото ухо само на чисти устойчиви тонове, докато тестовете с октави и терцоктави разкриват различно поведение на кривите.